# Лесніков Георгій Михайлович
Георгій Михайлович Лесніко́в (нар. 20 лютого 1928, Сатка — пом. 2 червня 1981, Жданов) — російський і український радянський актор театру. Чоловік актриси Наталі Юргенс, батько актриси Дар'ї Юргенс.

## Біографія
Народився 20 лютого 1928 року в смт Сатці (нині місто Челябінської області, Росія). У шкільні роки займався у драмгуртку при клубі Саткинського металургійного заводу. 1951 року закінчив Ленінградський театральний інститут імені Олександра Островського за спеціальністю «актор драматичного театру».
Упродовж 1951—1955 років служив у Чкаловському драматичному театрі імені Максима Горького; у 1955—1957 роках — в Іркутському драматичному театрі; у 1958—1060 роках — у Челябінському драматичному театрі; у 1960—1969 — Томському драматичному театрі імені Валерія Чкалова; у 1969—1979 роках — у Донецькому російському драматичному театрі у Жданові (нині Маріуполь). Помер у Жданові 2 червня 1981 року.

## Ролі
За 30 років творчої діяльності зіграв 186 ролей. Серед них:
- Вожеватов, Хлинов («Безприданниця», «Гаряче серце» Олександоа Островського);
- Лебедєв («Ідіот» за Федором Достоєвським);
- Шурик («Очікування» Олексія Арбузова);
- Віктор («Варшавська мелодія» Леоніда Зоріна);
- Кашин («Ситуація» Віктора Розова);
- Давидов («Піднята цілина» за Михайлом Шолоховим);
- Матвій («Характери» за Василем Шукшиним);
- Каравай («Таблетку під язик» Андрія Макайонка);
- Василь Тьоркін («Василь Тьоркін» за Олександром Твардовським);
- Єгор Буличов («Єгор Буличов та інші» Максима Горького);
- Микита («Влада пітьми» Лева Толстого);
- Старшина Васков, Політрук, Єгор («А зорі тут тихі…», «У списках не значився», «Не стріляйте у білих лебедів» за Борисом Васильєвим);
- Великий інквізитор («Дон Карлос» Фрідріха Шиллера).

## Відзнаки
- Лауреат Всеросійського конкурсу, присвячено 50-річчю Радянської влади (1967; за виконання ролі Давидова у виставі «Піднята цілина» за Михайлом Шолоховим[2];
- Диплом І ступеня, медаль ЦК BЛKCM у конкурсі до 50-річчя Збройних Сил СРСР (1968; за головну роль у виставі «Василь Тьоркін» за Олександром Твардовським)[2];
- Диплом І ступеня на Всеросійському огляді, присвяченому 100-річчю Максима Горького (1968; за режисерську роботу та виконання головної ролі у виставі «Єгор Буличов»)[2];
- Заслужений артист РРФСР з 11 липня 1968 року[1];
- Орден Трудового Червоного Прапора (1978)[2];
- Грамоти Міністерства культури Української РСР, Українського театрального товариства[2].